# مجزرة رفح 2014
مجزرة رفح 2014 أو يوم الجمعة السوداء هي مجزرة نفذها جيش الاحتلال الإسرائيلي في 1 أغسطس 2014 خلال الحرب الإسرائيلية على قطاع غزة في منطقة أبو الروس شرق مدينة رفح الفلسطينية. أسفرت المجزرة عن قتل إسرائيل لأكثر من 140 فلسطينيًا بينهم نحو 75 طفلًا وجرح أكثر من 1000 آخرين مع تدمير لمنازل المنطقة.

## تسلسل الأحداث

### 31 يوليو 2014
أعلن الأمين العام للأمم المتحدة بان كي مون، ووزير الخارجية الأمريكي جون كيري وبوساطة مصرية التوصل إلى هدنة إنسانية غير مشروطة، تبدأ الساعة الثامنة صباحًا بتوقيت مدينة غزة المحلي ولمدة 72 ساعة قابلة للتمديد، مع بقاء القوات على الأرض في أماكنها، بعدما قبلت حركة حماس الهدنة بالإضافة إلى إسرائيل.

### 1 أغسطس 2014
- 08:00: مع بدء سريان اتفاق الهدنة الإنسانية، بدأ سكان الأحياء الشرقية لمدينة رفح العودة إلى أحيائهم لتفقد ممتلكاتهم.[4]
- 09:00: تقدمت قوة من وحدة الدوريات التابعة للواء جفعاتي نحو 2 كيلو متر في الأراضي الفلسطينية قُرب الدفيئات الزراعية للكشف عن نفق للمقاومة الفلسطينية،[1] لاحظ الجنود شخصًا غير مسلح قربها ثم اختفى، ووصل الجنود المكان.[2]
- 09:16: خرج مقاومون من كتائب الشهيد عز الدين القسام – يرتدون ملابس للجيش الإسرائيلي – من نفق واشتبكو مع الجنود الإسرائيليين. أسفرت الاشتباك عن مقتل جنديان إسرائيليان واستشهاد مقاوم فلسطيني تُرك جثمانه في المكان، واختفاء آثار إسرائيلي يُدعى هدار جولدن.[2]

لاحقًا وصل المكان تعزيزات من الجيش الإسرائيلي وانتشلوا الجثث الثلاث، حيث ظنوا أن كلها لجنود القوة. بعد ساعتين تقريبًا اتضح للجيش الإسرائيلي أن هدار غولدن مفقود وبدأت بشن ضربات جوية شديدة في أنحاء مدينة رفح كافة مع استخدام الجيش الإسرائيلي توجيه حنبعل.
قصفت القوات الجوية الإسرائيلية جانب مستشفى أبو يوسف النجار الحكومي في مدينة رفح، وتلقت إدارة المستشفى ثلاث مكالمات من المخابرات الإسرائيلية، الأولى استخبروا عن ماذا يحدث بالمستشفى، والثانية عرفوا عن سبب القصف بجانب المستشفى، والأخيرة هددوا بمنع إخلاء المستشفى وقصف من يخرج منه. لاحقًا، أُخلي مرضى المستشفى إلى مستشفى الكويتي الأهلي ومستشفى الهلال الإماراتي للنساء والتوليد الحكومي في المدينة لكثافة القصف الإسرائيلية وقتل إسرائيل ثلاث مسعفين.

## النتائج
نتج عن ذلك قتل إسرائيل نحو 140 مدنيًا فلسطينيًا وجرح 1000 آخرين وصلوا إلى مستشفى الشهيد أبو يوسف النجار الحكومي.

## ردود الفعل
- قالت منظمة العفو الدولية أن القوات الإسرائيلية ارتكبت جرائم حرب انتقامًا لوقوع أحد جنودها في الأسر، من خلال نمط منهجي ومتعمد تتسم به الهجمات الجوية والبرية التي شنها الجيش الإسرائيلي على رفح وأدت إلى مقتل 135 مدنيا، بما يجعلها ترقى إلى مصاف الجرائم ضد الإنسانية أيضًا.[8] لكن وزارة الخارجية الإسرائيلية رفضت هذا الإدعاء.[9]
- انتقد تقرير لجنة التحقيق التابعة للأمم المتحدة بشأن الصراع بين إسرائيل وغزة في عام 2014 بشدة سلوك الجيش الإسرائيلي في الحادثة، والتي أدت إلى قتل العديد من الفلسطينيين بمن فيهم العديد من المدنيين.
- في 15 أغسطس 2018، أعلن النائب العام العسكري الإسرائيلي شارون أفيك عن إغلاق الملف وعدم فتح تحقيق جنائي، حيث وجد أن القوات الإسرائيلية تصرفت وفق القانون والاعتبارات العملياتية المشروعة. كما ذكر تقرير الجيش الإسرائيلي أنه خلال المعركة قتلت قوات الجيش الإسرائيلي حوالي 42 فلسطينيًا وأن ما يصل إلى 70 مدنيًا ربما قتلوا عن غير قصد نتيجة مهاجمة إسرائيل لأهداف عسكرية.[10][11]

## وصلات خارجية
- وثائقي الصندوق الأسود (رفح .. الاتصال مفقود)